# Parafia św. Mikołaja Biskupa w Wolinie
Parafia pw. św. Mikołaja Biskupa w Wolinie - parafia należąca do dekanatu Wolin, archidiecezji szczecińsko-kamieńskiej, metropolii szczecińsko-kamieńskiej.

## Historia
Po zakończeniu działań wojennych w 1945 roku polscy osadnicy przybyli do Wolina zastali miasto zniszczone w 70%, w tym dwa średniowieczne kościoły św. Jerzego i św. Mikołaja. Ten pierwszy został w latach 60. XX wieku rozebrany, drugiego ze względu na decyzję władz komunistycznych nie było wolno odbudować do czasu przejęcia ruin przez parafię w 1988 r.
W tej sytuacji całe powojenne duszpasterstwo zostało oparte na wybudowanym w 1848 r. ceglanym, neogotyckim kościele poświęconym 22 grudnia 1946 r. pw. św. Stanisława, biskupa i męczennika.
Parafię erygowano 1 czerwca 1951 r. Zmiana siedziby i tytułu parafii nastąpiła 6 grudnia 2000 r., kiedy był już odbudowany i poświęcony kościół pw. św. Mikołaja.

## Miejsca święte

### Kościoły filialne i kaplice
- Kościół pw. Matki Boskiej Częstochowskiej w Dargobądzu[1]
- Kościół pw. Niepokalanego Poczęcia Najświętszej Maryi Panny w Mierzęcinie[2]
- Kościół pw. Matki Boskiej Licheńskiej w Skoszewie[3]
- Kościół pw. Niepokalanego Poczęcia Najświętszej Maryi Panny w Wiejkowie[4]
- Kościół pw. św. Stanisława Biskupa i Męczennika w Wolinie[5]
- Kościół pw. Matki Boskiej Fatimskiej w Zagórzu[6]

### Dawniej posiadane lub użytkowane przez parafię świątynie
- Kościół św. Wojciecha – Jerzego[7]

## Duszpasterze

### Proboszczowie

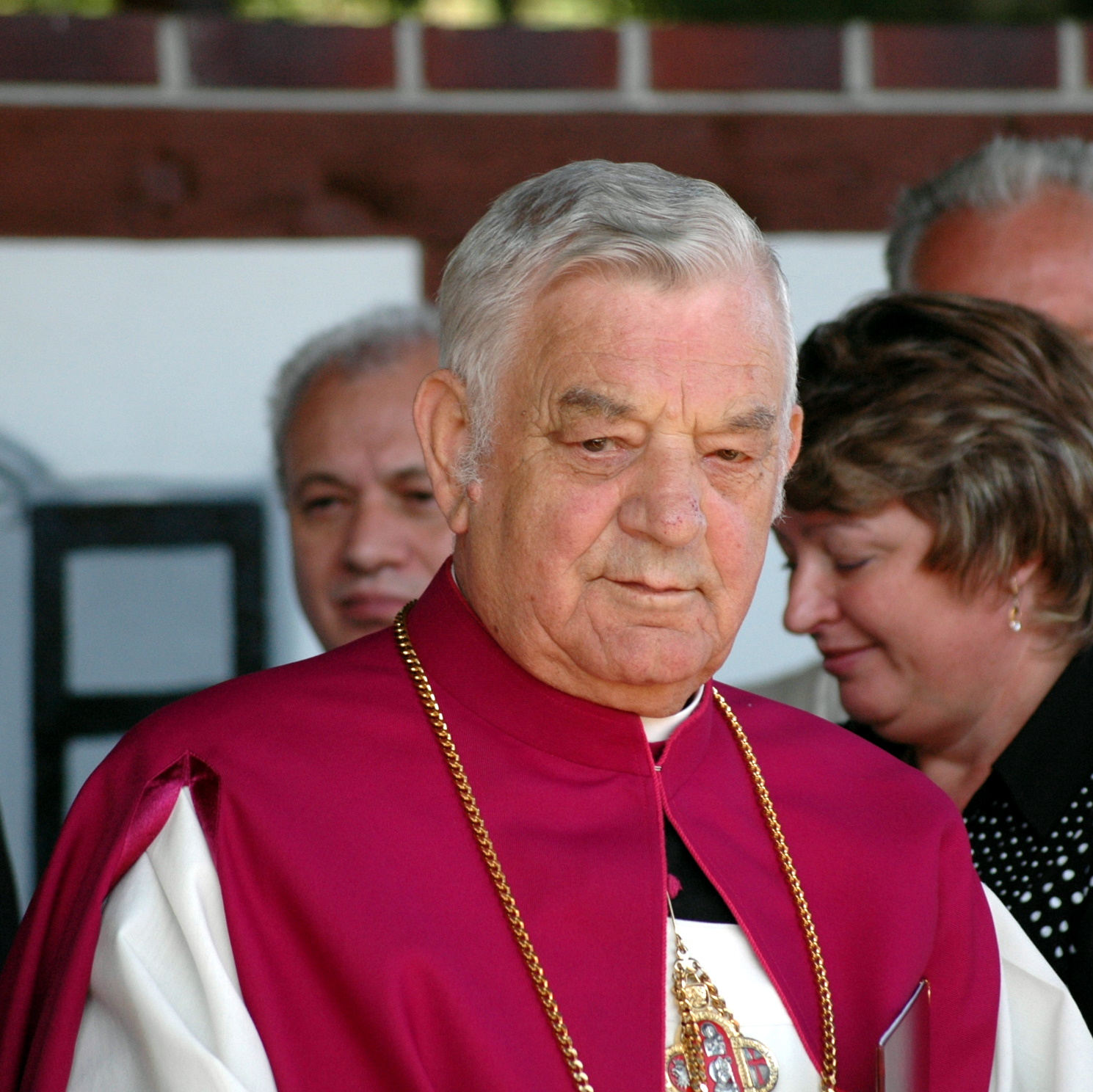
Proboszcz w latach 1986–2013 Jan Uberman

Parafią administrowali następujący księża:
- 1949–1957 – Andrzej Glapiński
- 1957-1968 – Bolesław Ślósarczyk
- 1968-1970 – Wacław Kocot
- 1970-1981 – Zygmunt Frelka
- 1981-1986 – Andrzej Majewicz
- 14 czerwca 1986 r. - 13 października 2013 r.[8] - ks. Jan Uberman
Ksiądz proboszcz po święceniach pracował jako wikariusz w Świebodzinie, Słupsku (parafia pw. NMP), w Lipianach i w Szczecinie (w parafii pw. św. Józefa na Pomorzanach)[9]. Następnie od 14 czerwca 1986 roku[9] przez 13 lat był proboszczem w Radęcinie. Wybudował tam plebanię, wyremontował wszystkie kościoły parafii[9]. W 2013 roku przeszedł na emeryturę[9].
- październik 2013 - 22 czerwca 2025 - ks. kanonik Leszek Konieczny   Ksiądz urodził się w  16 listopada 1952 roku. 8 maja 1977 przyjął święcenia kapłańskie. Pracował w Policach, Świnoujściu-Przytorze oraz w Pyrzycach[8]. W 2025 przeszedł na emeryturę[10].
- 6 lipca 2025 - nadal - ks. Hieronim Sebastian  Ksiądz urodził się w 1970. 3 czerwca 1995 przyjął święcenia kapłańskie[11].